# Klapa Cambi
Klapa Cambi je dalmatinska klapa iz Kaštel Kambelovca.

## Povijest
Osnutak klape seže u 1986., a ime je dobila po plemićkoj obitelji Cambi i istoimenoj kuli u Kaštel Kambelovcu. Klapa uglavnom izvodi tradicionalne dalmatinske i zabavne pjesme, a u novije vrijeme i autorske skladbe. Godine 2007. dogodio se raskol, i tom prilikom je 9 od 11 pjevača nastavilo rad u klapi Cambi Split.
Slaveći 25 godina neprekidnog rada, 2011. su održali niz koncerata diljem Hrvatske. Poseban je bio koncert na Poljudu pred 15 000 ljudi, što je do sada najbrojnije posjećen samostalni koncert neke klape.[nedostaje izvor] Početkom 2013. održali su sjeverno-američku turneju, na kojoj su američkoj publici promovirali izvornu i dalmatinsku klapsku pjesmu, a kao doprinos priznanju koje je UNESCO dodijelio klapskoj pjesmi kao nematerijalnoj baštini godinu ranije.
Umjetnički voditelj bio je i Tonći Ćićerić.

## Članovi klape
| * Eduard Šegota, I. tenor - Jozo Delaš, II. tenor - Duško Britvić, II. tenor - Mislav Biočina, II. bariton - Hrvoje Lozančić, bas-bariton - Dino Šimera, bas - Tonči Tranfić, klavir |

## Diskografija
| - 1998. – Lipa slika, Croatia Records, MC 5224631 - 2001. – Vrime od nedije, Dallas Records, CD 227 - 2001. – Klapa Cambi u Lisinskom, Scardona, CD-008/01 - 2002. – Cambi, Scardona, MC 010/02 - 2003. – Svitlo jubavi, Scardona, CD 031 - 2005. – Sve najbolje, Scardona, CD 046 | - 2006. – Cambi i prijatelji, Scardona, CD 095 - 2006. – 20 godina klape Cambi, Scardona, CD 099 - 2008. – Ne more mi bit, Scardona, CD 132 - 2010. – Prava karta, Scardona, CD 161 - 2011. – Ne damo te pismo naša! – klapa Cambi – 25 godina, Scardona, CD 183 - 2012. – Od zipke do križa, Scardona, CD 194 - 2015. – Ako tako triba bit, Scardona, CD - 2021. – Daj da budem tvoj , Scardona, |

## Nagrade i priznanja
Tijekom dugogodišnjega djelovanja, klapa Cambi osvojila je mnoge nagrade i priznanja glazbenih stručnjaka i publike na natjecanjima, festivalima te radijskim postajama u domovini i svijetu.

### Diskografska nagradaPorin
| 2000.: - najbolji album folklorne glazbe (Klapa Cambi) - najbolja folklorna pjesma ("Loza u škripu") - najbolja izvedba folklorne glazbe 2002.: - najbolji album folklorne glazbe (Klapa Cambi u Lisinskom) - najbolja izvedba folklorne glazbe ("Sutra će te ponit") 2005.: - najbolja klapska izvedba folklorne glazbe ("Linđo") | 2008.: - najbolja klapska izvedba folklorne glazbe ("Izresla ruža rumena") 2012.: - najbolja klapska izvedba folklorne glazbe Klapa Cambi ("Vo’ je naša zemlja") 2013.: - najbolja klapska izvedba folklorne glazbe: ("Sušna zikva na škoju") - najbolji album zabavne glazbe (Od zipke do križa) |

### Festival dalmatinskih klapa u Omišu[10]
| 1996.: - 2. nagrada stručnog povjerenstva 1997.: - 2. nagrada stručnog povjerenstva - 2. nagrada publike 1998.: - 1. nagrada stručnog povjerenstva - 2. nagrada publike 1999. - 1. nagrada stručnog povjerenstva - 1. nagrada publike 2000. - 1. nagrada stručnog povjerenstva - 1. nagrada stručnog povjerenstva | 2001. - 2. nagrada stručnog povjerenstva - 1. nagrada publike 2009. - 1. nagrada stručnog povjerenstva - 1. nagrada publike 2010. - 1. nagrada stručnog povjerenstva - 1. nagrada publike 2011. - 2. nagrada stručnog povjerenstva |

### Večeri dalmatinske pisme - Kaštel Kambelovac[11]
| 1999.: - 2. nagrada Stručnog ocjenjivačkoga suda ("Judi, zviri i beštimje") - 3. nagrada Stručnog ocjenjivačkoga suda ("Izresla ruža rumena" s Lidijom Bajuk) - 1. nagrada publike ("Judi, zviri i beštimje) - 2. nagrada publike ("Projdi, vilo") 2000.: - 1. nagrada Stručnog ocjenjivačkog suda ("Tempera") 2001.: - 1. nagrada Stručnog ocjenjivačkog suda ("Nije vrime od nedije") - 1. nagrada publike ("Nije vrime od nedije") 2002.: - 3. nagrada publike ("More snova" uz gitarsku pratnju Željka Brodarića i Zlatka Brodarića) 2003.: - 1. nagrada Stručnog ocjenjivačkog suda ("Izliči me") - 2. nagrada publike ("Izliči me") 2004.: - 1. nagrada Stručnog ocjenjivačkog suda za izvedbu ("Do posljednjeg daha") - 1. nagrada Stručnog ocjenjivačkog suda za obradu ("Do posljednjeg daha") - 1. nagrade publike ("Do posljednjeg daha") | 2005.: - 3. nagrada Stručnog ocjenjivačkog suda za izvedbu ("Dotakni me usnama") 2008.: - 1. nagrada Stručnog ocjenjivačkog suda za izvedbu ("Hodaj") - 1. nagrada publika ("Hodaj") 2009.: - 3. nagrada Stručnog ocjenjivačkog suda za izvedbu ("Još ovaj put") - 2. nagrada publike ("Još ovaj put") 2010.: - 1. nagrada Stručnog ocjenjivačkog suda za izvedbu ("Lipoto moja") - 1. nagrade publike ("Lipoto moja") 2012.: - Grand prix festivala ("Tonka") - 2 nagrada publike ("Tonka") |

### Dalmatinska šansona Šibenik
| 2008.: - najbolja interpretacija ("Ne more mi bit") - 3. nagrada publike ("Ne more mi bit") - 3. nagrada žirija ("Ne more mi bit") 2009.: - najizvođenija šansona ("Ne more mi bit") - 2. nagrada žirija ("Kriva karta") - 3. nagrada publike ("Kriva karta") | 2010.: - najizvođenija šansona Šibenik 2009. ("Kriva karta") 2011.: - 1. nagrada publike ("Jedna rič") 2013. - 1. nagrada publike ("Oprosti mi jube") - 1. nagrada žirija ("Oprosti mi jube") |

### Splitski festival
2011.:
- 2. nagrada publike Srebrno jedro ("Od zipke do križa")
- 1. nagrada ocjenjivačkog suda Zlatni valovi ("Od zipke do križa")

### Ostala priznanja[11]
| - Apsolutni pobjednik Međunarodnog festivala u Veroni 1998. - Apsolutni pobjednik Međunarodnog festivala u Sankt-Peterburgu 2009. - Nagrada grada Kaštela, 1998., za izniman doprinos u kulturi i očuvanju baštine - Nagrada Splitsko-dalmatinske županije za doprinos u kulturi, 2007. | - Predstavnik Hrvatske na festivalu "EBU FOLK FESTIVAL" u Njemačkoj 1999. i 2010. - Zlatnik godine radija Dalmacije "Ne more mi bit" 2008. – 2009. ("Ne more mi bit") - Zlatnik godine radija Dalmacije "Ne more mi bit" 2009. – 2010. ("Kriva karta") - Zlatnik godine radija Dalmacije "Ne more mi bit" 2011. – 2012.) ("Od zipke do križa") |

## Vanjske poveznice
- Službena stranica klape Cambi
- Facebook stranica klape Cambi
- Scardona: Klapa Cambi  Arhivirana inačica izvorne stranice od 12. kolovoza 2014. (Wayback Machine)
- Croatia Records: Klapa Cambi
- Večernji.hr – Slavica Vuković: »I dalje će postojati dvije klape Cambi – splitska i kaštelanska«